# Pascal Payet
Pour les articles homonymes, voir Payet.
Pascal Payet, né le 7 juillet 1963 à Montpellier, est un ex-braqueur multirécidiviste français fiché au grand banditisme et célèbre pour ses évasions à répétition des prisons de France.

## Biographie
Né à Montpellier, il passe sa jeunesse à Lyon avant de s'installer à Marseille. En 1988 il est condamné pour vol aggravé et en 1993 pour association de malfaiteurs. Le 20 novembre 1997, il participe à une attaque d'un fourgon blindé de la Banque de France de Salon-de-Provence au cours de laquelle un convoyeur est tué, touché par trois des quatorze balles de kalachnikov tirées par Payet et ses deux comparses, Éric Alboreo et Michel Valero. Il est arrêté avec Éric Alboreo à Paris le 22 janvier 1999.
Le 12 octobre 2001, peu avant son procès, il s'évade avec Frédéric Impocco de la maison d'arrêt d'Aix-Luynes (Bouches-du-Rhône) à bord d'un hélicoptère détourné. Le 18 octobre 2001, Frédéric Impocco est interpellé à Paris. 
Le 14 avril 2003, il organise l'évasion de Franck Perletto (qui passe pour être un des parrains du milieu varois), Éric Alboreo et Michel Valero de la maison d'arrêt d'Aix-Luynes également par hélicoptère. Ils sont arrêtés le 9 mai 2003 dans un gîte rural du Vaucluse où est découvert tout un arsenal et une somme de 100 000 euros.
En janvier 2005, il est condamné à une peine de 30 ans de réclusion criminelle pour homicide volontaire d’un convoyeur de fonds lors du braquage de 1997 à Salon-de-Provence. Cette peine est confirmée en appel en mai 2006 par la cour d'assises du Var. En décembre 2005, il dénonce dans une lettre intitulée « L'épopée de mes transferts », diffusée sur son blog, ses conditions de détentions. Cette initiative intervenait après avoir entrepris une grève de la faim à la maison d'arrêt de Metz, après neuf transferts en trente mois. En janvier 2007, il reconnait être l'organisateur de l'évasion de 2003 et est condamné à 7 ans d'emprisonnement, ses trois autres complices à 3 ans de prison. Il est par ailleurs condamné à 6 ans de prison pour sa propre évasion en 2001. Deux jours après son évasion, un mandat d'arrêt européen est lancé contre lui.
Le 14 juillet 2007, profitant de la Fête nationale française, ce sont plusieurs de ses complices (dont Malik Atassi, 36 ans, petit braqueur, qui s'est suicidé 6 jours après son interpellation, à la prison de Villeneuve-les-Maguelone ) qui parviennent à l'extraire du quartier d'isolement de la maison d'arrêt de Grasse par hélicoptère. Il était l'un des détenus les plus surveillés des prisons françaises et ne restait jamais plus de six mois dans le même établissement. Il avait le statut de DPS (détenu particulièrement signalé) et était placé à l'isolement.
Il est interpellé le 21 septembre 2007 dans la ville de Mataró, dans la banlieue nord de Barcelone. Il est transféré en France le 4 octobre 2007 en compagnie des deux complices interpelés avec lui. Pascal Payet est alors écroué dans un lieu tenu secret pour des "raisons de sécurité" et éviter une nouvelle tentative d'évasion.  
La cour d'assises des Alpes-Maritimes le condamne le 25 juin 2008 à une peine de 15 ans de prison ferme pour une série de vols à main armée et violences volontaires sur des policiers durant sa période de cavale commis avec ses équipiers habituels pendant sa cavale de 2002. 
Il est marié et père de deux enfants.[réf. nécessaire]
Le 8 avril 2011, la cour d'assises des Bouches-du-Rhône l'a condamné à cinq ans de prison pour son évasion du 14 juillet 2007. Ses trois complices ont été condamnés à respectivement neuf, sept et cinq ans de prison. D’autres détenus, également complices, ont été condamnés à des peines moindres.
Certains mis en cause n'ont pas été renvoyés devant la cour d'assises des Bouches-du-Rhône, faute d'éléments probants confirmant leurs culpabilités.

## Filmographie
Après avoir fait la une des journaux autour du monde, pour ses évasions spectaculaires, les exploits de Payet ont été relayés dans de nombreux documentaires TV et articles, inspirant Hollywood à recréer sa dernière échappée pour l'épisode Jailbreak de la série Netflix « White Rabbit Project ».

## Record du Monde
Pascal Payet détient le record du monde du nombre d'échappées réussies par hélicoptère. 

## Documentaire télévisé
- « Pascal Payet, le roi de l'évasion » le 20 novembre 2022 dans Faites entrer l'accusé sur RMC Story.